# 張約禮
張約禮（1561年—？），字復亨，號太一，浙江紹興府餘姚縣民籍，明朝人物。

## 生平
习《礼记》，縣學附學生。萬曆十九年（1591年）中式辛卯科浙江鄉試第五十名舉人。

## 家族
曾祖張萊，七品散官；祖張恒，封朝大夫雲南左參議；父張岳，通議大夫刑部右侍郎。母王氏，累封恭人。慈侍下。兄張體仁（庠生）；張集義（丙戌進士、兵部主事）。弟张近智（庠生）。從兄張王化（同科舉人）。